# Octinodes jeffersonianus
Octinodes jeffersonianus is een keversoort uit de familie van de kniptorren (Elateridae). De wetenschappelijke naam van de soort werd in 1941 gepubliceerd door Knull.